# Neocompsa fefeyei
Neocompsa fefeyei là một loài bọ cánh cứng trong họ Cerambycidae.